# 642 Clara
A 642 Clara egy a Naprendszer kisbolygói közül, amit Max Wolf fedezett fel 1907. szeptember 8-án.